# スレイマン・ムハドフ
スレイマン・ムハドフ（トルクメン語: Süleýman Çaryýarowiç Muhadow, 1993年12月24日 - ）は、トルクメニスタン・アシガバート出身のサッカー選手。父親は元サッカートルクメニスタン代表のÇariýar Abdurah Muhadow。

## 来歴
2013年、HTTUアシガバートはトルクメニスタン・スーパーカップとトルクメニスタン・リーグで優勝を果たした。ムハドフはリーグ戦で得点ランキング2位の23ゴールを記録した。
2014年、AFCプレジデンツカップ2014で6試合11ゴールを記録し、得点王および最優秀選手賞を受賞した。マナン・マーシャンディ・クラブ戦のハットトリックを含む6試合中4試合で複数ゴール、全6試合連続でゴールを記録し、HTTUアシガバートの初優勝に貢献した。

## 代表
2012年10月24日、ベトナム戦でトルクメニスタン代表初出場、同28日のラオス戦で初ゴールを記録した。

## 代表歴
- U-21サッカートルクメニスタン代表
- サッカートルクメニスタン代表 2012-2019

## タイトル

### クラブ
HTTUアシガバート
- トルクメニスタン・リーグ 優勝 (1) : 2013
- トルクメニスタン・スーパーカップ（英語版） 優勝 (1) : 2013
- AFCプレジデンツカップ 優勝 (1) : 2014

### 個人
- AFCプレジデンツカップ2014 得点王
- AFCプレジデンツカップ2014 最優秀選手賞